# GBCA
1. REDIRECIONAMENTO CGBA